# Брайники
Брайники (пол. Brajniki, нім. Braynicken) — село в Польщі, у гміні Єдвабно Щиценського повіту Вармінсько-Мазурського воєводства.
Населення — 93 особи (2011).
У 1975-1998 роках село належало до Ольштинського воєводства.

## Демографія
Демографічна структура станом на 31 березня 2011 року:
|          | Загалом | Допрацездатний вік | Працездатний вік | Постпрацездатний вік |
| -------- | ------- | ------------------ | ---------------- | -------------------- |
| Чоловіки | 48      | 9                  | 33               | 6                    |
| Жінки    | 45      | 6                  | 23               | 16                   |
| Разом    | 93      | 15                 | 56               | 22                   |